# Rola-vinácea
Rola-vinácea (nome científico: Streptopelia vinacea) é uma espécie de ave pertencente à família dos columbídeos. É uma espécie residente de reprodução generalizada em um cinturão em toda a África, ao sul do deserto do Saara. É abundante na savana.
Seu nome popular em língua inglesa é "Vinaceous dove".